# Kike Pérez
Enrique Pérez Muñoz, meglio noto come Kike Pérez (Gálvez, 14 febbraio 1997), è un calciatore spagnolo, centrocampista del Venezia.

## Caratteristiche tecniche
È un centrocampista centrale.

## Carriera

### Club
Cresciuto nel settore giovanile del Rayo Vallecano, ha trascorso i primi anni di carriera nelle divisioni inferiori del calcio spagnolo.
Acquistato dal Real Valladolid nell'estate del 2018, ha debuttato in Primera División il 20 giugno 2020 disputando l'incontro perso 1-0 contro l'Atlético Madrid.
Il 31 gennaio 2022 viene ufficializzato il suo passaggio in prestito, fino a fine stagione, all'Elche.
A fine prestito fa ritorno al Real Valladolid, con cui milita per una stagione prima di venire ceduto, sempre a titolo temporaneo, al Rayo Vallecano (suo ex club) il 10 agosto 2023.
Rientrato nuovamente al Real Valladolid, vi milita per altri sei mesi prima di venire ceduto, questa volta a titolo definitivo, al Venezia in data 29 gennaio 2025. Esordisce tre giorni dopo con la nuova maglia, rilevando Issa Doumbia nella partita persa per 3-2 in casa dell'Udinese. Il 2 maggio 2025 segna il suo primo gol in serie A, portando momentaneamente in vantaggio i lagunari nella partita in casa del Torino, pareggiata per 1-1.

### Nazionale
Ha giocato nella nazionale spagnola Under-19.

## Statistiche

### Presenze e reti nei club
Statistiche aggiornate al 24 maggio 2025.
| Stagione                 | Squadra                  | Campionato               | Campionato | Campionato | Coppe nazionali | Coppe nazionali | Coppe nazionali | Coppe continentali | Coppe continentali | Coppe continentali | Altre coppe | Altre coppe | Altre coppe | Totale | Totale |
| Stagione                 | Squadra                  | Comp                     | Pres       | Reti       | Comp            | Pres            | Reti            | Comp               | Pres               | Reti               | Comp        | Pres        | Reti        | Pres   | Reti   |
| ------------------------ | ------------------------ | ------------------------ | ---------- | ---------- | --------------- | --------------- | --------------- | ------------------ | ------------------ | ------------------ | ----------- | ----------- | ----------- | ------ | ------ |
| 2017-2018                | Cerceda                  | SDB                      | 29         | 5          | -               | -               | -               | -                  | -                  | -                  | -           | -           | -           | 29     | 5      |
| 2018-2019                | Real Valladolid B        | SDB                      | 35         | 2          | -               | -               | -               | -                  | -                  | -                  | -           | -           | -           | 35     | 2      |
| 2019-2020                | Real Valladolid B        | SDB                      | 25         | 2          | -               | -               | -               | -                  | -                  | -                  | -           | -           | -           | 25     | 2      |
| Totale Real Valladolid B | Totale Real Valladolid B | Totale Real Valladolid B | 60         | 4          |                 | -               | -               |                    | -                  | -                  |             | -           | -           | 60     | 4      |
| 2019-2020                | Real Valladolid          | PD                       | 6          | 0          | CR              | 1               | 0               | -                  | -                  | -                  | -           | -           | -           | 7      | 0      |
| 2020-2021                | Real Valladolid          | PD                       | 24         | 0          | CR              | 3               | 0               | -                  | -                  | -                  | -           | -           | -           | 27     | 0      |
| 2021-gen. 2022           | Real Valladolid          | SD                       | 14         | 1          | CR              | 3               | 0               | -                  | -                  | -                  | -           | -           | -           | 17     | 1      |
| gen.-giu. 2022           | Elche                    | PD                       | 12         | 2          | CR              | 0               | 0               | -                  | -                  | -                  | -           | -           | -           | 12     | 2      |
| 2022-2023                | Real Valladolid          | PD                       | 36         | 1          | CR              | 3               | 1               | -                  | -                  | -                  | -           | -           | -           | 39     | 2      |
| Totale Real Valladolid   | Totale Real Valladolid   | Totale Real Valladolid   | 80         | 2          |                 | 10              | 1               |                    | -                  | -                  |             | -           | -           | 90     | 3      |
| 2023-2024                | Rayo Vallecano           | PD                       | 23         | 1          | CR              | 2               | 0               | -                  | -                  | -                  | -           | -           | -           | 25     | 1      |
| 2024-gen. 2025           | Rayo Vallecano           | PD                       | 19         | 2          | CR              | 3               | 2               | -                  | -                  | -                  | -           | -           | -           | 22     | 4      |
| Totale Rayo Vallecano    | Totale Rayo Vallecano    | Totale Rayo Vallecano    | 42         | 3          |                 | 5               | 2               |                    | -                  | -                  |             | -           | -           | 47     | 5      |
| gen.-giu. 2025           | Venezia                  | A                        | 16         | 1          | CI              | -               | -               | -                  | -                  | -                  | -           | -           | -           | 16     | 1      |
| Totale Carriera          | Totale Carriera          | Totale Carriera          | 239        | 17         |                 | 15              | 3               |                    | -                  | -                  |             | -           | -           | 254    | 20     |